# Iglesia de Santo Tomás (Camiña)

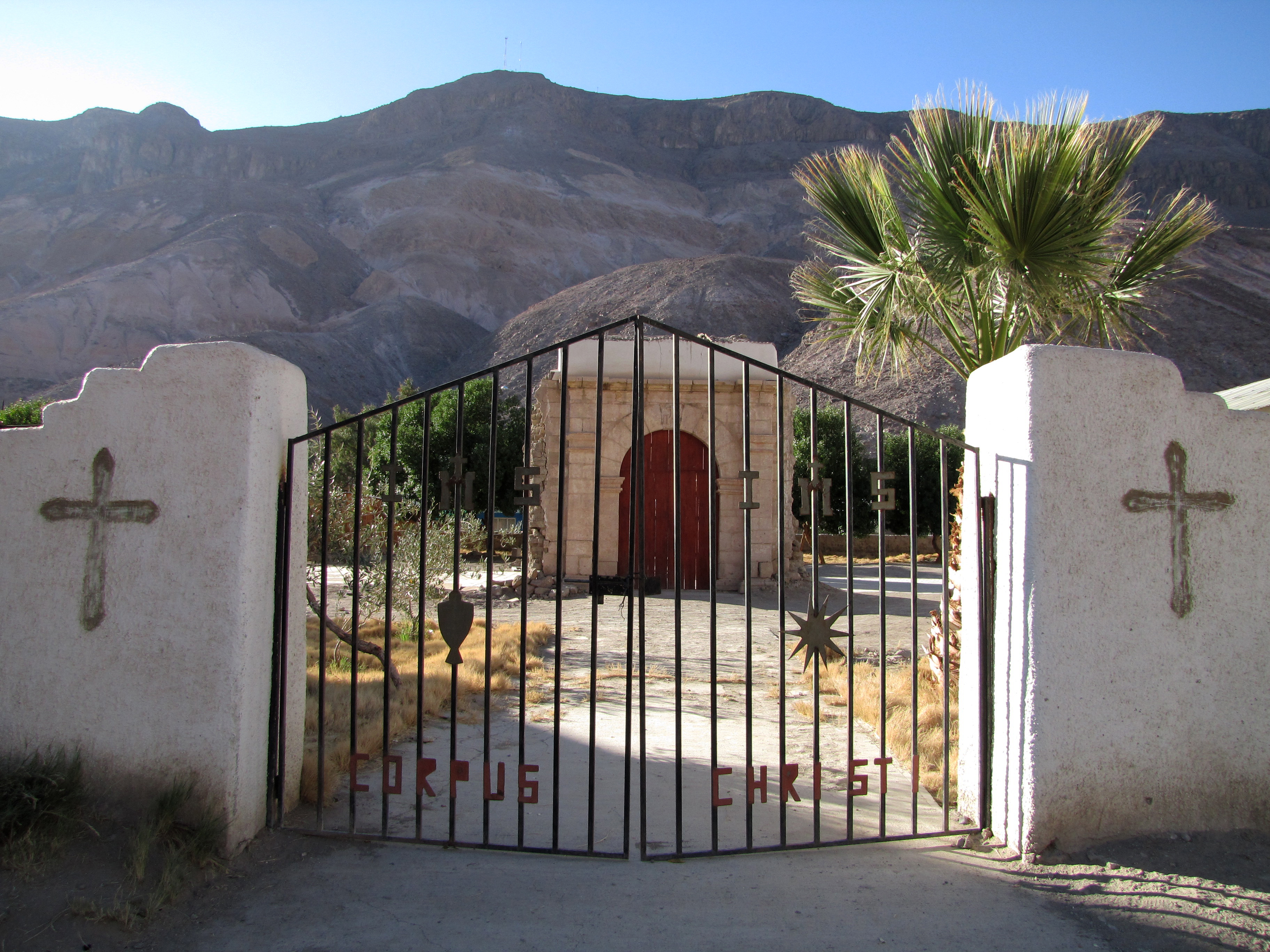
La iglesia antes de su restauración

La iglesia de Santo Tomás de Camiña se ubica en la comuna de Camiña en la región de Tarapacá, Chile. Se construyó alrededor del año 1700 y se restauró en 2011. Al igual que el resto de las iglesias altiplánicas, posee un estilo barroco andino. Fue declarada Monumento Nacional de Chile, en la categoría de Monumento Histórico, mediante el Decreto Exento n.º 3498, del 24 de octubre de 2008.

## Historia
Camiña es una comunidad aimara con raíces asociadas a la cultura tiahuanaco. Durante la invasión española se produjo un proceso de sincretismo en el cual la comunidad adoptó la religión católica. Hay antecedentes que datan la fundación de la parroquia en el año 1600, desde la arquidiócesis de Lima. La capilla se construyó alrededor del año 1700. En 1869 dos terremotos afectan la iglesia, el primero el 13 de agosto y el segundo el 5 de octubre. Entre 1978 y 1984 se realizaron reparaciones a la construcción. El terremoto de Tarapacá de 2005 la afectó severamente. Los muros, la techumbre y las torres fueron prácticamente destruidas por el sismo, si bien los pórticos y el retablo se salvaron de la destrucción.
En 2011, la fundación Altiplano, financiada por el programa «Puesta en Valor del Patrimonio» de la Subsecretaría de Desarrollo Regional y Administrativo, realizó una restauración completa al monumento. El proyecto restauró la nave, la torre campanario, las dos capillas laterales y la sacristía. Además reconstruyó los muros con hormigón armado, conservando las ruinas de adobe que quedaban.

## Descripción
La iglesia está conformada por volúmenes simples y limpios, de base rectangular y contrafuertes y muros gruesos, prácticamente desprovistos de ventanas. Junto a la iglesia hay un atrio y un muro que rodea toda el área. Posee solo una nave, acompañada por tres recintos laterales usados como sacristía y altares. El templo posee tres accesos, constituidos por pórticos con marcos de piedra labrados con figuras de hombres y plantas. La techumbre es típica de las iglesias altiplánicas, de madera, par y nudillo.